# Ksenia Milicevic
Ksenia Milicevic es una pintora, arquitecta y urbanista francesa, nacida en 1942 en Drinici, Bosanski Petrovac, Ex-Yugoslavia quer reside en París, Francia. 

## Biografía

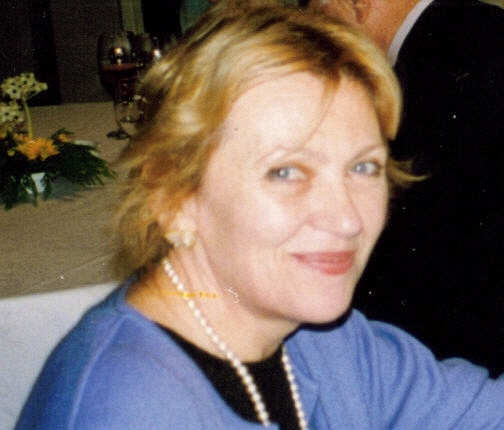
Ksenia Milicevic en 1996.

En 2011 el Museo de Pintura de Saint-Frajou, Haute Garonne, Francia, fue inaugurado con una selección de treinta pinturas de Ksenia Milicevic en la colección permanente.
En 2012 Ksenia Milicevic creó la Bienal Internacional de Pintura de Niños y en 2014 creó el movimiento Arte Resiliencia. En 2015 organizó el 1° Salón Internacional Arte Resiliencia. En mayo de 2016 Ksenia Milicevic participa en el Congreso Euromediterráneo - Marsella: Resiliencia en el mundo de lo viviente, bajo la presidencia de Boris Cyrulnik, 19-21 de mayo de 2016. Intervención sobre la resiliencia en el arte.

## Museos
- Pinacoteca de Instituto Politécnico. México D.F.-México
- Museo de Zarsuela del Monte. España
- Museo de Pintura de Saint-Frajou, Haute Garonne - Francia

## Obra escrita
- Ksenia Milicevic, Art-confusion.com - De l'image d'art à l'oeuvre d'art., edición Edilivre, París, 2013
- Ksenia Milicevic, Qué terapia de arte para la resiliencia? Comunicaciones del 4º Congreso Mundial sobre Resiliencia, p. 229[3]
- Ksenia Milicevic, Résilience en art et art-thérapie pour la résilience.,éd. Edilivre, Paris, 2020
- Ksenia Milicevic, Resiliencia, dibujos, Amazon, 2021
- Ksenia Milicevic, Ange du jour - Jeu de divination, dibujos, ed. Amazon, 2021
- Ksenia Milicevic, Collection Livres participatifs, Apprentissage du dessin 1. Randonnées sous les arbres, 2. Herbarium, 3. Maison au bord de la mer, 4. Lundi au marché, 5.  Maître Corbeau, autoédition, Amazon, 2022
- Ksenia Milicevic, Collection Résilience en Art : 1. Soulage, un trait noir sur la peinture, autoédition, Amazon, 2022, 2. Qui êtes-vous Mr. Duchamp ? autoédition, Amazon, 2022
- Ksenia Milicevic, "60 Artists du mouvement Art Résilience", autoédition, Amazon, 2024

## Referencias

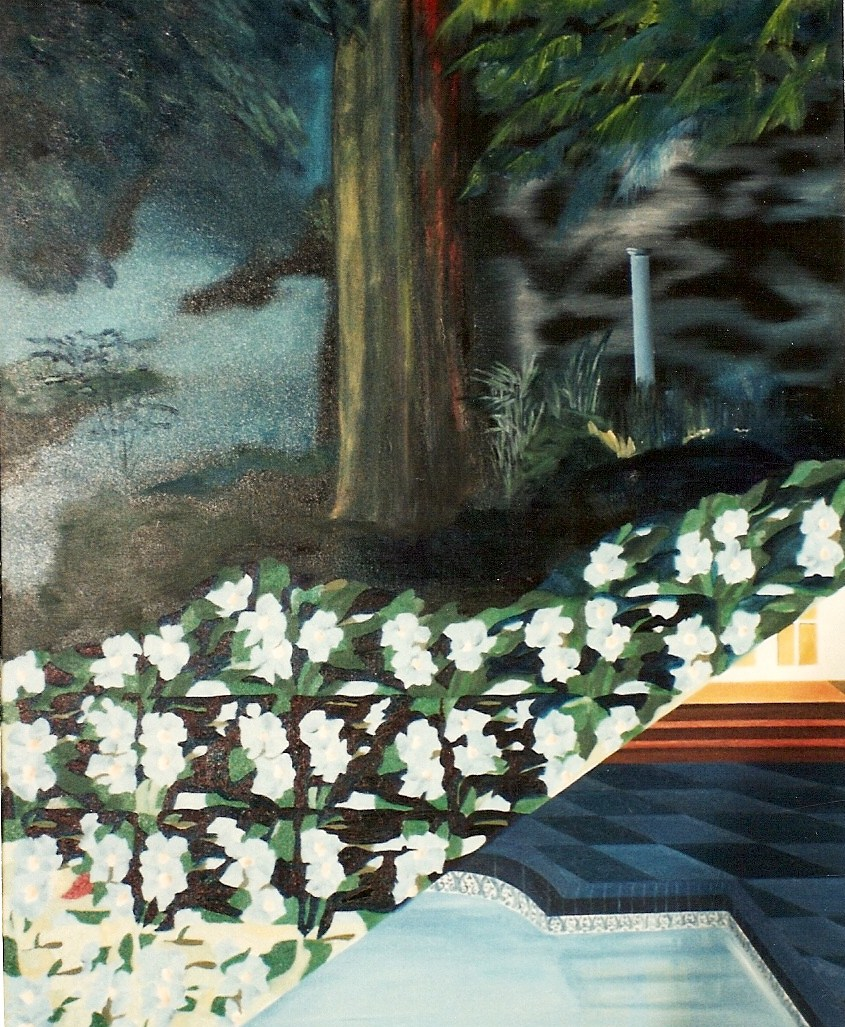
El quien llega después 1992
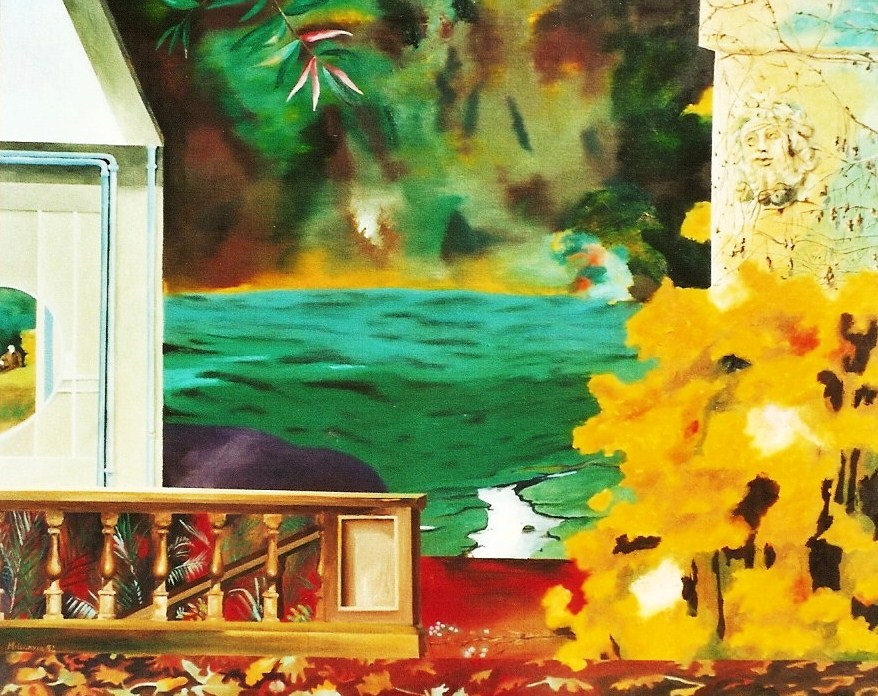
El silencio de mediodía 1994
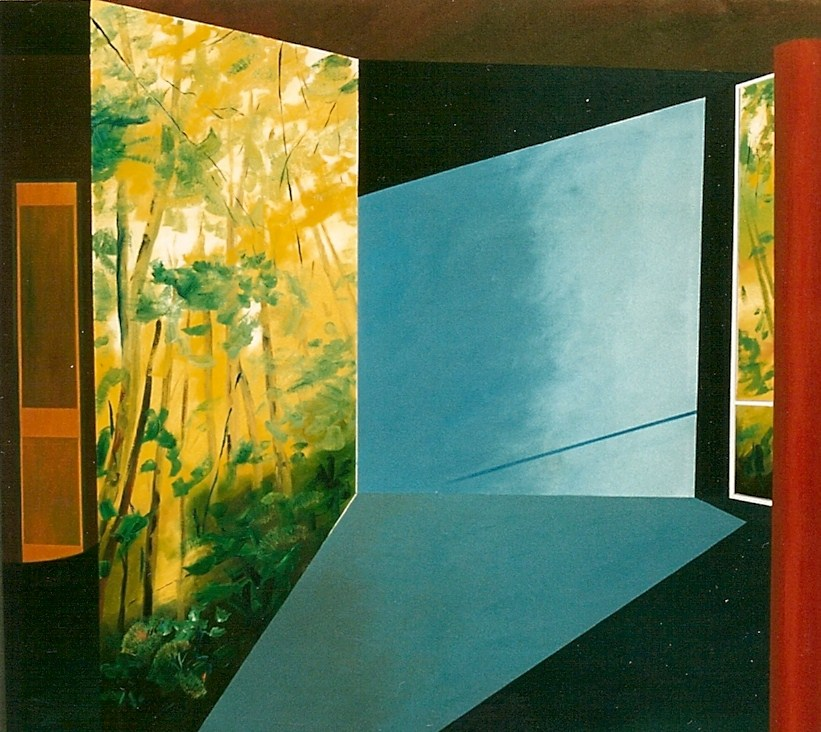
Octubre suavizado de azul pálido y puro 1998